# Patti Hogan
Pour les articles homonymes, voir Hogan.
Patti Hogan (née le 21 décembre 1949) est une joueuse de tennis américaine, professionnelle de la fin des années 1960 à 1977. Elle est aussi connue sous son nom de femme mariée, Patti Hogan-Fordyce.
Elle a obtenu ses meilleures performances sportives dans les épreuves de double dames, atteignant notamment la finale à Wimbledon en 1969 aux côtés de Peggy Michel.
Chaque fois associée à Sharon Walsh, elle s'est également imposée à trois reprises sur le circuit WTA, notamment en 1973 à Sarasota face à la paire Navrátilová-Pinterova.
C'est enfin face à sa partenaire habituelle, Walsh, qu'elle a décroché les Championnats d'Hoylake en 1973.